# 国際有機農業映画祭
国際有機農業映画祭（International Film Festival on Organic Farming）は、2007年から東京で開催されている有機農業、環境問題をテーマにした映画祭。国内の作品にだけでなく、海外の日本未公開作品も多数上映している。2012年は、大阪、名古屋、盛岡、宇都宮でも国際有機農業映画祭の作品が上映されている。

## 作品

### 2007年
- 『食の未来』2004年
- 『自然農－川口由一の世界 1995年の記録』 1997年
- 『農民ジョンの真実』 2005年 Real Dirt On Farmer John
- 『石おじさんの蓮池』 2005年
- 『根ノ国』 1981年
- 『種子を守れ！』 1994年
- 『危険なオレンジ』 2005年
- 『あぶない野菜』 2002年
- 『死の季節よ、さらば』 2006年
- 『サルー！ ハバナ　　キューバ都市農業リポート』2006年
- 『農薬禍』 1967年
- 『日本の公害経験～農薬その光と影』 2007年
- 『懐かしい未来：ラダックから学ぶこと』1992年
- 『地域から始まる未来：グローバル経済を超えて』1998年

### 2008年
- 『フランドン農学校の尾崎さん』 2006年
- 『バイオ燃料　＜畑でつくるエネルギー＞』 2007年
- 『遺伝子組み換えＮＯＮ！　～フランスからのメッセージ～［農民編］』2004年
- 『赤貧洗うがごとき』 2006年
- 『アジアの行動するコミュニティ』 2008年
- 『ヒト・ウシ・地球　－ バイオダイナミック農法の世界 －』 2006年
- 『この大地に生きている　－三里塚東峰地区の人々－』 2003年
- 『オリーブの木がある限り』 2007年
- 『健康な土　― 過剰施肥のもたらすもの ―』 2001年
- 『土の世界から』 1992年
- 『いのち耕す人々』 2006年
- 『地球で生きるために ― 福岡正信インドへ行く』 1997年

### 2009年
- 『アボン 小さい家』　2002年
- 『水になった村』　2007年
- 『すべては自然の贈りもの ～西会津のお天気母さん～』　2008年
- 『未来を見つめる農場』　2008年
- 『キング・コーン ～世界を作る魔法の一粒～』(King Corn)　　2007年
- 『多収量コメ栽培に挑むラオス農民』(System of Rice Intensification)　2008年
- 『ラオス 農に生きる７人』2008年
- 『コメこそアジアのいのち』(Rice; The Life of Asia)　2007年
- 『みんな生きなければならない』　1984年
- 『ビヨンド・オーガニック』（Beyond Organic The Vision of Fairview Garden）　2000年
- 『生きている土』1982年
- 『コミュニティの力』（The Power of Community: How Cuba Survived Peak Oil）2006年

### 2010年
- 『アフガンに命の水を ～ペシャワール会26年目の闘い～』　2009年
- 『ミシシッピー』(Big River)　2009年
- 『海と森と里と　つながりの中に生きる』　2010年
- 『「緑の革命」光と影』　原題：Seeds Of Plenty, Seeds Of Sorrow　1992年
- 『パーシー・シュマイザー、モンサントとたたかう』(Percy Schmeiser-David gegen Monsanto)　2009年、（参照：Percy Schmeiser, Monsanto Canada Inc. v. Schmeiser）
- 『種を採る人』　2009年
- 『雑草』　2008年
- 『水俣の甘夏』　1984年
- 『田んぼは僕らの教室だ！』　2009年

### 2011年
- 『セヴァンの地球のなおし方』(Severn, la voix de nos enfants)　2010年
- 『土』　2008年
- 『祝の島』　2010年
- 『ブッダの嘆き』　(Ragi Kana Ko Bonga Buru - Buddha Weeps in Jadugoda (Buda chora　em Jadugoda))  1999年
- 『それでも種をまく』　2011年
- 『攻撃にさらされる科学者』(Scientist Under Attack)　　　2010年
- 『農家から農家へ －ＧＭ栽培の現状－』(Farmer to Farmer : The Truth About Gm Crops)　2011年
- 『ダート！　どろ に こころ の物語』 （Dirt! The Movie）　2009年
- 『暴走する生命』   　原題：Life Running Out Of Control　2004年
- 『ミツバチからのメッセージ』　2010年
- 『わたしの農業体験』　2009年

### 2012年
- 『花はどこへいった』 2007年
- 『米の放射能 汚染ゼロへの挑戦』　2012年
- 『それでも種をまく』　2011年
- 『未来への診断書 水俣病と原田正純の50年』　2010年
- 『お米が食べられなくなる日』　2012年
- 『ホッパーレース ウンカとのいたちごっこ』　2012年
- 『太陽の女王 ミツバチからの問いかけ』(Queen of the Sun)　2011年
- 『ダート！　どろ に こころ の物語』   （Dirt! The Movie）　2009年
- 『地域のタネを守る　ベトナム・ムオンの人々』  2011年
- 『探そう! 地元のオーガニック野菜』　（What's on Your Plate?）　2009年
- 『雑草』　2008年
- 『土』　2008年

## 参照
1. ↑  国際有機農業映画祭